# Resolució 1437 del Consell de Seguretat de les Nacions Unides
La Resolució 1437 del Consell de Seguretat de les Nacions Unides fou adoptada per unanimitat l'11 d'octubre de 2002. Després de recordar anteriors resolucions sobre Croàcia incloses les resolucions 779 (1992), 981 (1995), 1147 (1997), 1183 (1998), 1222 (1999), 1252 (1999) i 1285 (1999), 1307 (2000), 1335 (2001), 1362 (2001), 1387 (2002) i 1424 (2002), el Consell va autoritzar la Missió d'Observadors de les Nacions Unides a Prevlaka (UNMOP) a continuar supervisant la desmilitarització a la zona de la península de Prevlaka sis mesos més fins al 15 de desembre de 2002.
El Consell de Seguretat va acollir amb satisfacció la situació tranquil·la i estable a la península de Prevlaka. Va assenyalar que la presència de la UNMOP va contribuir enormement a mantenir les condicions propícies per a la solució de la disputa i va acollir amb satisfacció que Croàcia i la República Federal de Iugoslàvia (Sèrbia i Montenegro) progressen en la normalització de les seves relacions.
Per ampliar el mandat de la UNMOP, es va demanar al secretari general Kofi Annan que preparés la seva resolució, incloent-hi una reducció de la seva grandària i ajustant les seves activitats. Va reiterar les crides a ambdues parts perquè cessessin les violacions del règim de desmilitarització, cooperessin amb els observadors de les Nacions Unides i asseguressin llibertat de moviment completa als observadors. Es va demanar al Secretari General Kofi Annan que informés al Consell sobre el compliment del mandat de la UNMOP, que es reduiria a petició de les parts.
Finalment, es va instar a ambdues parts a intensificar els esforços per assolir un acord negociat de la disputa de Prevlaka d'acord amb el seu Acord de normalització de relacions de 1996.